# آي بي إم المتوافق

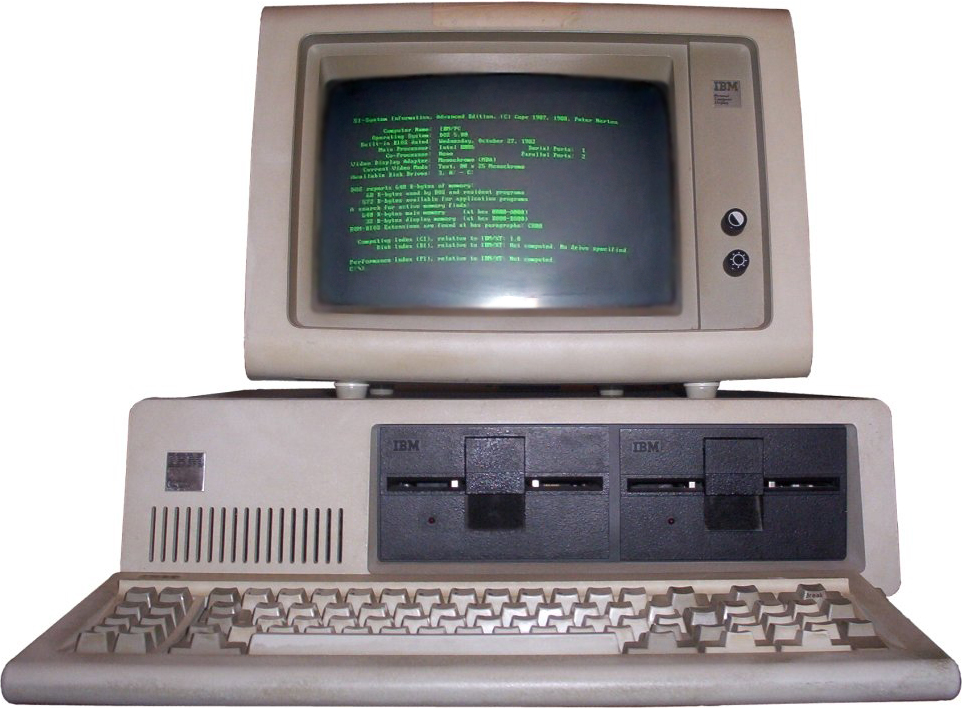
جهاز آي بي إم 5150 الشخصية

آي بي إم المتوافق (بالإنجليزية: IBM PC compatible)‏، هو أحد الأنظمة الحاسوب الشخصية المتوافقة مع نظام التشغيل التي أنتجتها شركة آي بي إم الأمريكية، ويدعم مع بعض الأنظمة التشغيلية كنظام دوس وغيرها، ظهر النظام المتوافق سنة 1982م. والتي يمكنها استخدام نفس البرامج وبطاقات التوسعة. اُشير إلى مثل هذه الأجهزة على أنها استنساخ الحاسوب الشخصي أو استنساخ الحاسوب الشخصي آي بي إم. يُعد مصطلح "متوافق مع الحاسوب الشخصي آي بي إم" الآن وصفًا تاريخيًا فقط، حيث لم تعد شركة آي بي إم تبيع أجهزة حاسوب شخصية بعد أن باعت قسم أجهزة الحاسوب الشخصية في عام 2005 إلى شركة لينوفو الصينية للتكنولوجيا. لم يكن المقصود بمصطلح "PC"، كما هو مستخدم في تاريخ أجهزة الحاسوب الشخصية إلى حد كبير، هو "جهاز حاسوب شخصي" بشكل عام، ولكن بالأحرى جهاز حاسوب إكس 86 قادر على تشغيل نفس البرامج التي يمكن لجهاز حاسوب شخصي لآي بي إم معاصر تشغيلها. كان المصطلح في البداية على النقيض من مجموعة متنوعة من أنظمة الحاسوب المنزلية المتوفرة في أوائل الثمانينيات، مثل آبل 2 وتي آر إس 80 وكومودور 64. وفي وقت لاحق، اُستخدم المصطلح بشكل أساسي على النقيض من أجهزة حاسوب ماكنتوش من شركة آبل.
لقد قامت هذه "النسخ" باستنساخ تقريبًا كافة السمات المهمة لمعمارية أجهزة الحاسوب الشخصية الأصلية من آي بي إم. وقد تحقق ذلك بفضل اختيار آي بي إم لمكونات أجهزة بسيطة ورخيصة، وكذلك قدرة العديد من الشركات المصنعة على إجراء هندسة عكسية لبرامج البيوس الثابتة باستخدام تقنية "تصميم الغرفة المعقمة". قامت شركة كولومبيا لمنتجات البيانات ببناء أول نسخة طبق الأصل لجهاز الحاسوب الشخصي من آي بي إم، وهو جهاز (MPC 1600) وذلك من خلال هندسة عكسية لبرامج البيوس. وواجهت شركات منافسة أخرى، مثل كورونا لانظمة البيانات وايجل وشركة هاندويل، تهديدًا باللجوء إلى إجراءات قانونية من قبل شركة آي بي إم، التي توصلت إلى تسوية معها. بعد فترة وجيزة في عام 1982، أصدرت شركة كومباك جهاز كومباك المنقول الناجح للغاية، والذي كان أيضًا مزودًا ببرامج البيوس الثابتة باستخدام تقنية "تصميم الغرفة المعقمة"، ولم يُطعن قانونًا من قبل شركة آي بي إم أيضًا.
أجهزة الحاسوب الأولى المتوافقة مع معيار حاسوب آي بي إم الشخصي مع ناقل الحاسوب نفسه الموجود في أجهزة آي بي إم الأصلية، حيث تحول المستخدمون من معمارية 8 بت الموجود في حاسوب آي بي إم الشخصي وناقل أكس تي إلى معمارية 16 بت وناقل آيه تي الموجود في حاسوب آي بي إم آيه تي. أدى تقديم شركة آي بي إم للبنية مايكرو شانيل [الإنجليزية] في سلسلة (PS/2) إلى إنشاء معيار مفتوح لناقل البنية الموسعة للمعيار الصناعي [الإنجليزية] من قبل مجموعة من بائعي أجهزة الحاسوب المتوافقة مع معيار حاسوب آي بي إم الشخصي، مما أعاد تعريف ناقل 16 بت الموجود في حاسوب آي بي إم آيه تي باسم ناقل بنية صناعية قياسية (ISA). بُنيت معايير ناقل إضافية لاحقًا لتحسين التوافق بين أجهزة الحاسوب المتوافقة مع معيار حاسوب آي بي إم الشخصي، بما في ذلك ناقل فيزا المحلي [الإنجليزية] ومنفذ الربط البيني للمكونات المحيطية (PCI) ومنفذ الرسومات المتسارع (AGP).
سلالة أجهزة الحاسوب المتوافقة مع حاسوب آي بي إم الشخصي التي تستخدم معالجات اكس 86، وتحديداً أجهزة الحاسوب 64 بت المبنية على شرائح "إكس86-64/ إي إم دي64" تشكل غالبية أجهزة الحاسوب المكتبية في السوق اعتبارًا من عام 2021، مع كون نظام التشغيل السائد هو مايكروسوفت ويندوز. قد يكون التشغيل البيني مع بنية ناقل البيانات والمعدات الطرفية لمعمارية الحاسوب الشخصي الأصلية محدودة أو غير موجودة. لا تستطيع العديد من أجهزة الحاسوب الحديثة استخدام البرامج أو الأجهزة القديمة التي تعتمد على أجزاء من معمارية الحاسوب المتوافقة مع حاسوب آي بي إم الشخصي والتي تكون مفقودة أو ليس لها نظائر في أجهزة الحاسوب الحديثة. على سبيل المثال، لا يمكن لأجهزة الحاسوب التي تعمل باستخدام البرامج الثابتة المستندة إلى واجهة البرنامج الثابت الممتد (UEFI) والتي تفتقر إلى وحدة دعم التوافق (CSM) المطلوبة لمحاكاة واجهة البرامج الثابتة القديمة المستندة إلى البيوس، أو تعطيل وحدات دعم التوافق الخاصة بها لتشغيل إم إس-دوس بشكل أصلي لأن إم إس-دوس يعتمد على واجهة البيوس للتشغيل.
بقي جهاز ماكنتوش وحده هو الذي حافظ على حصة سوقية كبيرة دون توافق مع حاسوب آي بي إم الشخصي، على الرغم من تغير ذلك خلال عصر أجهزة ماك التي تعمل بمعالجات إنتل ونظام التشغيل ماك أو إس، وغالبًا يُستخدم الإقلاع المتعدد لنظام التشغيل ويندوز باستخدام بوت كامب.

## المنشأ

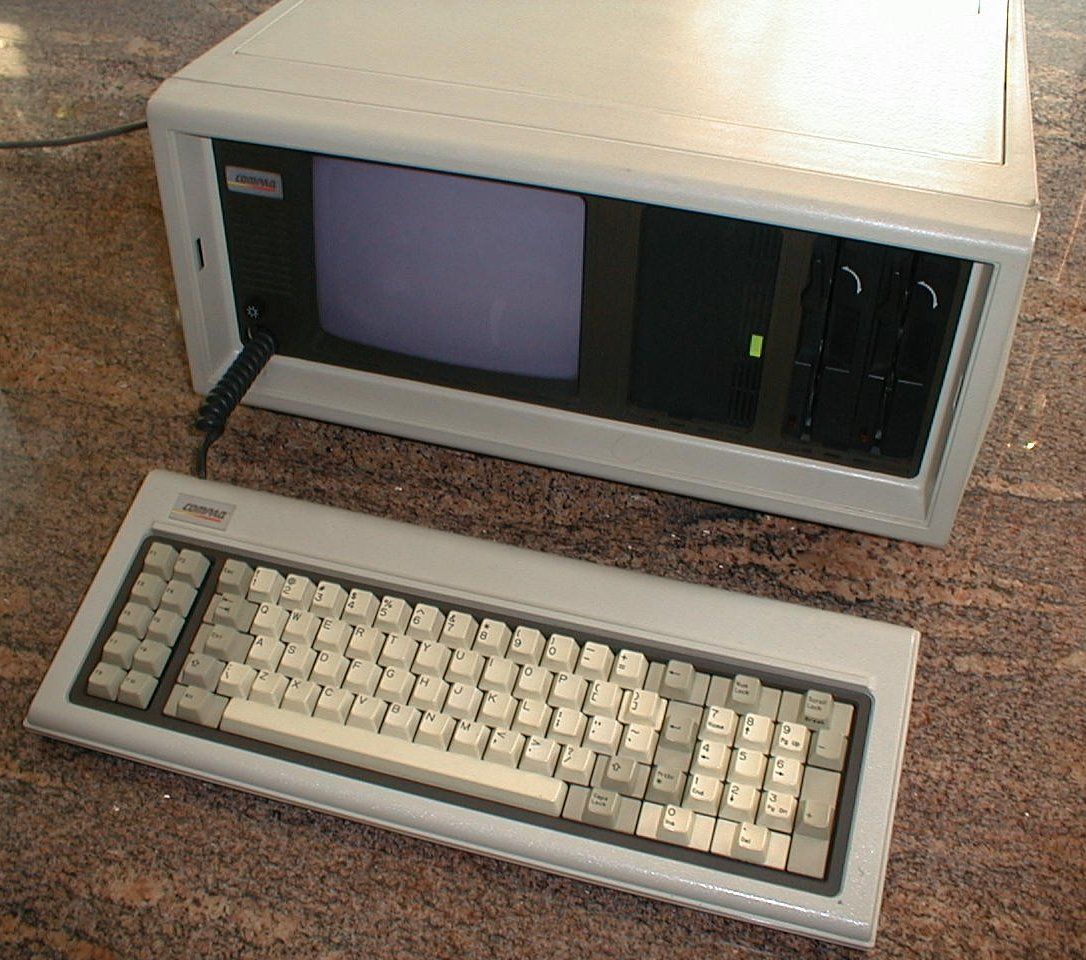
كان جهاز كومباك المنقول واحدًا من أوائل أجهزة الكمبيوتر المتوافقة مع IBM بنسبة 100% تقريبًا.

قررت شركة آي بي إم في عام 1980 تسويق حاسوب منخفض التكلفة للمستخدم الواحد بأسرع وقت ممكن. في 12 أغسطس 1981، طرح أول حاسوب شخصي من آي بي إم للبيع. كان هناك ثلاثة أنظمة تشغيل متاحة له. الأقل تكلفة والأكثر شيوعًا كان إم إس-دوس من إنتاج مايكروسوفت. في تنازل حاسم، سمحت اتفاقية شركة آي بي إم لمايكروسوفت ببيع نسختها الخاصة إم إس-دوس لأجهزة الحاسوب غير التابعة لشركة آي بي إم. المكون الوحيد لمعمارية الحاسوب الشخصي الأصلي الذي تقتصر عليه شركة آي بي إم هو البيوس (نظام الإدخال والإخراج الأساسي).
في البداية، طلبت شركة آي بي إم من المطورين تجنب كتابة برامج تتوجه مباشرة إلى أجهزة الحاسوب، وبدلاً من ذلك، القيام باستدعاءات قياسية لوظائف البيوس التي تنفذ عمليات تعتمد على الأجهزة. كان من الممكن تشغيل هذا البرنامج على أي جهاز يستخدم إم إس-دوس أو بي سي دوس. ومع ذلك، كان البرنامج الذي يتوجه مباشرة إلى الأجهزة أسرع؛ وكانت هذه الحالة مهمة بشكل خاص للألعاب. لم يكن من الممكن تشغيل البرامج التي تتوجه إلى أجهزة حاسوب آي بي إم الشخصي بهذه الطريقة على أجهزة إم إس-دوس التي تحتوي على أجهزة مختلفة (على سبيل المثال، حاسوب إن إي سي). بِيعت أجهزة حاسوب آي بي إم الشخصي بأعداد كبيرة بما يبرر كتابة برامج خاصة لها، وهذا شجع مصنعين آخرين على إنتاج أجهزة يمكنها استخدام نفس البرامج وبطاقات التوسعة والأجهزة الطرفية مثل أجهزة حاسوب آي بي إم الشخصي. أدى سوق أجهزة الكمبيوتر اكس86 بسرعة إلى استبعاد جميع الأجهزة التي لم تكن متوافقة مع أجهزة حاسوب آي بي إم الشخصي من ناحية الأجهزة أو البرامج. يعتبر حاجز 640 كيلوبايت للذاكرة النظامية "القياسية" المتوفرة لنظام إم إس-دوس إرثًا من تلك الفترة؛ في حين أن الأجهزة الأخرى غير المستنسخة تخضع للحد، إلا أنها يمكن أن تتجاوز 640 كيلوبايت.

بعد إصدار حاسوب آي بي إم مباشرة، بدأت تنتشر شائعات عن وجود حاسبات "متشابهة" ومتوافقة، اُنشئت دون موافقة آي بي إم. وكتب موقع انفوورد في الذكرى الأولى لحاسوب آي بي إم أن:
الجانب السلبي للنظام المفتوح هو المقلدون. إذا كانت المواصفات واضحة بما يكفي لتصميم أجهزة طرفية، فهي واضحة بما يكفي لتصميم تقليد لها. تمتلك شركة آبل... براءات اختراع على مكونين مهمين من أنظمتها ... أما شركة آي بي إم، التي يُقال إنها لا تمتلك براءات اختراع خاصة على حاسوب آي بي إم، فهي أكثر عرضة للخطر. بدأ ظهور العديد من الحاسبات المتوافقة مع حاسوب آي بي إم - وتشير الشائعات إلى وجود 60 جهازًا أو أكثر - في السوق.
بحلول يونيو 1983، عرّفت مجلة بي سي "استنساخ الحاسوب" على أنه "حاسوب يتيح للمستخدم الذي يأخذ قرصًا إلى المنزل من حاسوب آي بي إم، ويمشي عبر الغرفة، ويوصله بالجهاز "الغريب". بسبب نقص حاسبات آي بي إم في ذلك العام، لجأ العديد من العملاء إلى شراء الاستنساخات بدلاً منها. أنتجت شركة كولومبيا لمنتجات البيانات أول حاسوب متوافق إلى حد ما مع معيار حاسوب آي بي إم خلال يونيو 1982، تلتها شركة ايجل بعد فترة وجيزة. وأعلنت شركة كومباك عن منتجها الأول، وهو حاسوب متوافق مع حاسوب آي بي إم في نوفمبر 1982، وهو جهاز كومباك المنقول. وكان جهاز كومباك أول حاسوب منقول بحجم ماكينة الخياطة متوافقًا بنسبة 100% تقريبًا مع حاسوب آي بي إم. كان قرار المحكمة في قضية آبل ضد فرانكلين ينص على أن كود البيوس محمي بقانون حقوق النشر، ولكن يمكنه إجراء هندسة عكسية على البيوس الخاص بآي بي إم ومن ثم كتابة البيوس خاص به باستخدام تصميم الغرفة النظيفة. لاحظ أن هذا بعد أكثر من عام من إصدار شركة كومباك لجهازها المنقول. كانت الأموال والأبحاث التي وُضعت في الهندسة العكسية للبيوس مخاطرة محسوبة.

## مشكلات التوافق

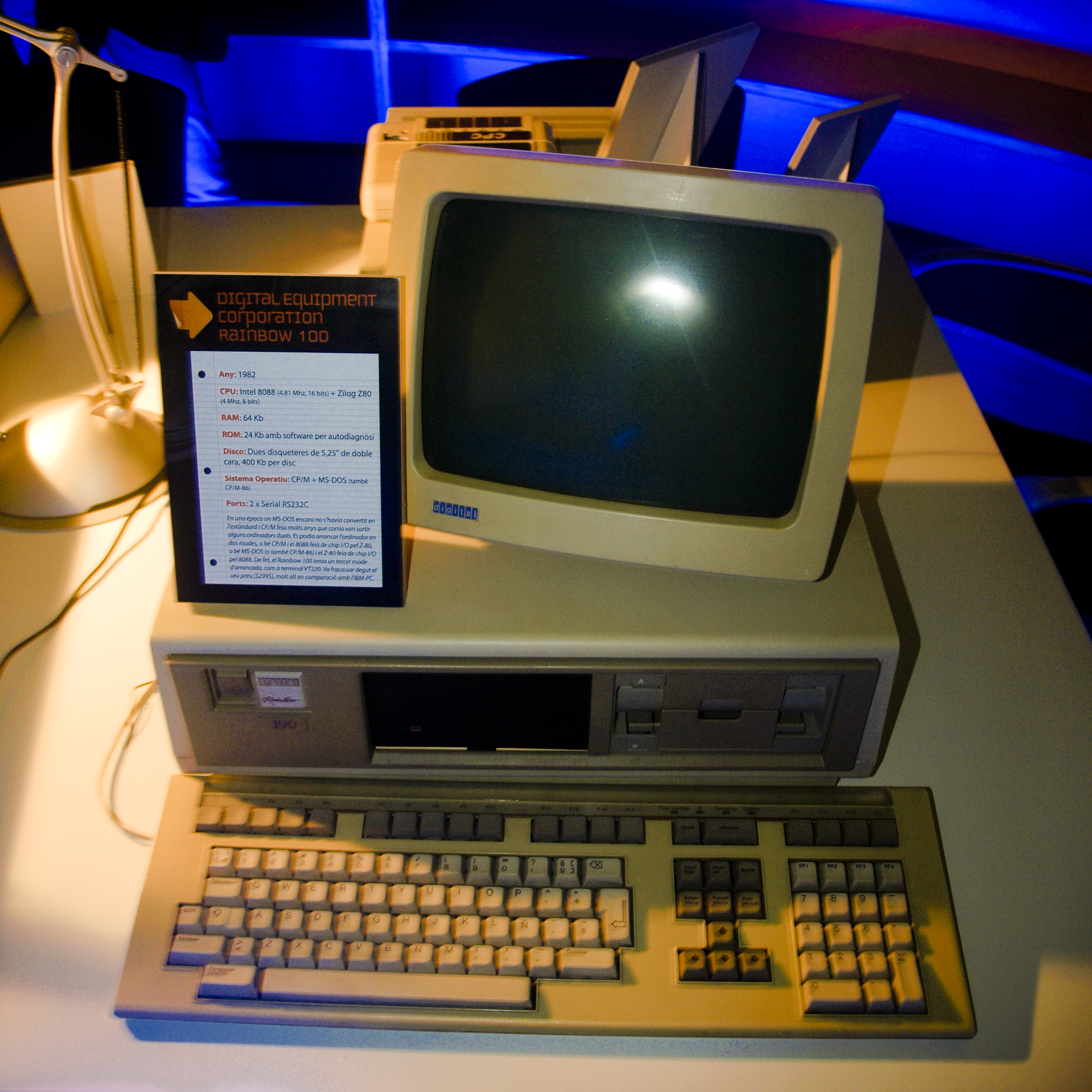
يقوم حاسوب رينبو 100 بتشغيل إم إس-دوس ولكنه غير متوافق مع حاسوب آي بي إم الشخصي.

في نفس الوقت، قدمت العديد من الشركات المصنعة مثل تاندي/راديو شاك، زيروكس، هيوليت باكارد، ديجيتال إكوبمنت كوربوريشن، سانيو، تكساس إنسترومنتس، تيوليب، وانج وأوليفيتي حواسيب شخصية تدعم نظام تشغيل إم إس-دوس، ولكنها لم تكن متوافقة تمامًا من حيث البرامج أو الأجهزة مع حاسوب آي بي إم الشخصي.
على سبيل المثال، وصفت تاندى حاسوب تاندي 2000 بأنه يمتلك "وحدة معالجة مركزية حقيقية 16 بت من الجيل التالي"، ومع "سرعة أكبر. مساحة تخزين أكبر على الأقراص. قابلية توسيع أكبر" من حاسوب آي بي إم الشخصي أو "أجهزة حاسوب إم إس-دوس الأخرى". وبينما اعترفت الشركة في عام 1984 بأن العديد من برامج إم إس-دوس الخاصة بحاسوب آي بي إم الشخصي لا تعمل على حاسوبها، إلا أنها ذكرت أن "البرامج الأكثر شيوعًا وتطورًا في السوق" كانت متوفرة، إما على الفور أو "خلال الأشهر الستة المقبلة".
على غرار شركة آي بي إم، يبدو أن نية مايكروسوفت كانت أن يكتب مطورو التطبيقات إلى واجهات برمجة التطبيقات في نظام التشغيل إم إس-دوس أو نظام الإدخال والإخراج الأساسي (البيوس) الثابت، وأن يشكل هذا ما نسميه الآن طبقة تجريد الأجهزة [الإنجليزية]. سيكون لكل حاسوب إصداره الخاص من إم إس-دوس من الشركة المصنعة الأصل (او اي ام) والمُخصص لأجهزته. سيعمل أي برنامج مكتوب لنظام إم إس-دوس على أي حاسوب يعمل بنظام إم إس-دوس، على الرغم من الاختلافات في تصميم الأجهزة.
بدا هذا التوقع منطقيًا في سوق الحاسبات آنذاك. وحتى ذلك الحين، كان عمل مايكروسوفت يعتمد بشكل أساسي على لغات الحاسوب مثل بيسيك. وكان برنامج تشغيل النظام للأنظمة الصغيرة السائد هو سي بي / م من شركة ديجيتال ريسيرش والذي كان يُستخدم على مستوى الهواة وعلى مستوى أكثر احترافية من قبل مستخدمي الحاسوبات الشخصية. لتحقيق هذا الاستخدام الواسع النطاق، وبالتالي جعل المنتج مجدٍ اقتصاديًا، كان يجب أن يعمل نظام التشغيل عبر مجموعة من الأجهزة من شركات مختلفة تحتوي على أجهزة تختلف اختلافًا كبيرًا. يمكن للمستخدمين الذين يحتاجون إلى تطبيقات أخرى غير البرامج الأساسية أن يتوقعوا بشكل معقول أن يقدم الناشرون منتجاتهم لمجموعة متنوعة من الحاسبات، على وسائط مناسبة لكل منها.
كان نظام تشغيل مايكروسوفت المنافس يهدف في البداية إلى العمل على مجموعة متنوعة ومتشابهة من الأجهزة، على الرغم من اعتمادها جميعًا على معالج 8086. وبالتالي، ظل نظام التشغيل إم إس-دوس يُباع لعدة سنوات فقط كمنتج خاص بالشركات المصنعة الأصلية (او اي ام). لم يكن هناك نظام تشغيل إم إس-دوس يحمل علامة تجارية لشركة مايكروسوفت: لم يكن من الممكن شراء إم إس-دوس مباشرة من مايكروسوفت، وتعبئة كل إصدار خاص بالشركة المصنعة الأصلية بالتصميم التجاري لشركة بائع الحاسوب المعين. كان من المفترض إبلاغ الشركة المصنعة الأصلية وليس مايكروسوفت بأي أعطال. ومع ذلك، مع انتشار الأجهزة المتوافقة مع أجهزة آي بي إم - والتي تدعم بالتالي إجراء مكالمات مباشرة للأجهزة - سرعان ما اتضح أن إصدارات او اي ام لنظام التشغيل إم إس-دوس كانت متطابقة تقريبًا، باستثناء ربما توفير بعض برامج الأدوات المساعدة.
وفر نظام تشغيل إم إس-دوس وظائف كافية لتطبيقات قائمة على الأحرف مثل تلك التي كان من الممكن تنفيذها على محطة طرفية للنصوص فقط. لو كان الجزء الأكبر من البرامج التجارية المهمة من هذا النوع، فربما لم تكن توافقية أجهزة المستوى المنخفض مهمة. ولكن، من أجل توفير أقصى أداء والاستفادة من ميزات الأجهزة (أو تجاوز أخطاء الأجهزة)، تطورت تطبيقات الحاسوب الشخصية بسرعة إلى ما بعد تطبيقات المحطة البسيطة التي يدعمها إم إس-دوس مباشرة. لقد أسست جداول البيانات ومعالجات النصوص المرئية بالضبط (ما تراه هو ما تحصل عليه) وبرامج العروض التقديمية وبرامج الاتصال عن بعد أسواقًا جديدة استفادت من نقاط قوة الحاسوب الشخصي، لكنها تتطلب قدرات تتجاوز ما يوفره إم إس-دوس. وبالتالي، منذ البداية المبكرة لتطوير بيئة برمجيات إم إس-دوس، كُتب العديد من منتجات البرامج التجارية المهمة مباشرة على الأجهزة، لأسباب مختلفة:
- لم يوفر نظام تشغيل إم إس-دوس نفسه أي طريقة لتحريك مؤشر النص (المؤشر) بخلاف تقديمه للأمام بعد عرض كل حرف (وضع المبرقة الكاتبة). في حين أن إجراءات واجهة الفيديو البيوس كانت كافية لإخراج بدائي، إلا أنها كانت بالضرورة أقل كفاءة من معالجة الجهاز المباشرة، حيث أضافت معالجة إضافية؛ لم يكن لديهم إخراج "سلسلة"، ولكن فقط إخراج المبرقة حرفًا بحرف، وأدخلوا تأخيرات لمنع "تجمد" (اضطراب بالعرض) الخاص بأجهزة سي جي إيه (قطعة أثرية للعرض تنتجها بطاقات سي جي إيه عند الكتابة مباشرة إلى ذاكرة الشاشة) - وهي قطعة أثرية سيئة بشكل خاص منذ استدعائها بواسطة المقاطعات (IRQs)، مما يجعل تعدد المهام صعباً للغاية. يمكن للبرنامج الذي يكتب مباشرة إلى ذاكرة الفيديو تحقيق معدلات إخراج أسرع بخمس إلى عشرين مرة من إجراء طلبات النظام. استخدمت لغة البرمجة توربو باسكال هذه التقنية منذ إصداراتها الأولى.[21]
- لم تُأخذ قدرة الرسوميات الحاسوبية على محمل الجد في موجز تصميم آي بي إم الأصلي؛ حيث اُعتبرت الرسوميات فقط من منظور إنشاء رسوميات أعمال ثابتة مثل الرسوم البيانية والمخططات. لم يكن لدى إم إس-دوس واجهة برمجة تطبيقات للرسوميات، وكان النظام الأساسي للإدخال والإخراج (البيوس) يتضمن فقط وظائف الرسوميات الأساسية مثل تغيير أوضاع الشاشة ورسم نقاط فردية. أدى إجراء استدعاء البيوس لكل نقطة تُرسم أو تُعدل إلى زيادة النفقات العامة بشكل كبير، مما جعل واجهة البيوس بطيئة بشكل ملحوظ. وبسبب هذا، كان لابد من تنفيذ رسم الخطوط، ورسم القوس، ونسخ البت بواسطة التطبيق لتحقيق سرعة مقبولة، ويتجاوز عادة البيوس للوصول إلى ذاكرة الفيديو مباشرة. البرامج المكتوبة لمخاطبة أجهزة حاسوب آي بي إم الشخصي مباشرة ستعمل على أي مستنسخ لآي بي إم، ولكن يجب إعادة كتابتها خصيصا لكل جهاز إم إس-دوس غير متوافق مع الكمبيوتر.[22]
- ألعاب الفيديو، حتى المبكرة منها، كانت تتطلب في الغالب وضع رسومات حقيقية. كما قام المبرمجون بتنفيذ أي خدعة تعتمد على الحاسوب لزيادة السرعة. على الرغم من أن السوق الرئيسي للحاسوب في البداية كان لتطبيقات الأعمال، أصبحت قدرة الألعاب عاملاً مهمًا يحفز شراء أجهزة الحاسوب مع انخفاض الأسعار. توفر جودة وأصناف الألعاب يمكن أن تفرق بين شراء جهاز متوافق مع الحاسوب أو نظام أساسي آخر مع القدرة على تبادل البيانات مثل أميغا.[23]لوتس-123-3.0 على إم إس-دوس

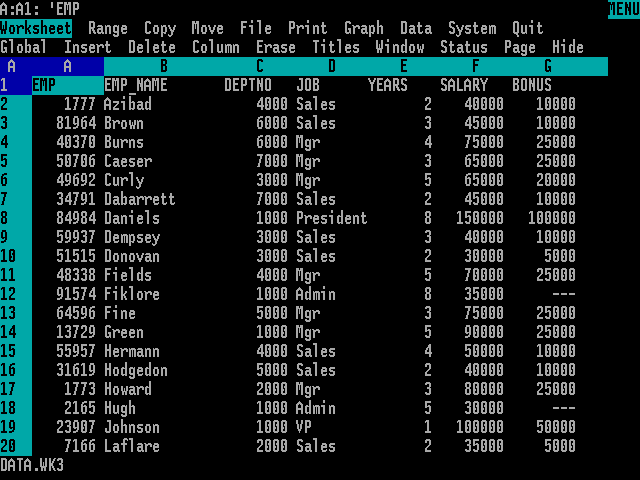
لوتس-123-3.0 على إم إس-دوس

- تمكنت برامج الاتصال من الوصول مباشرة إلى شريحة منفذ تسلسلي المرسل-مستقبل غير المتزامن الشامل (UART)، لأن واجهة برمجة التطبيقات إم إس-دوس والبيوس لم يوفرا دعمًا كاملًا وكانا بطيئين للغاية لمواكبة الأجهزة التي يمكنها نقل البيانات بمعدل 19200 بت/ثانية.[24]
- حتى بالنسبة لتطبيقات الأعمال القياسية، كانت سرعة التنفيذ ميزة تنافسية كبيرة. سبق البرنامج المتكامل كونتكست ام بي ايه برنامج لوتس 1-2-3 إلى السوق وكان يتضمن وظائف أكثر. كُتبت كونتكست ام بي ايه على لغة يو سي اس دي باسكال [الإنجليزية]، مما يجعله سهل النقل للغاية ولكن بطيئًا جدًا بحيث لا يمكن استخدامه بشكل صحيح على حاسوب. كُتب برنامج 1-2-3 بلغة اسمبلي اكس86 وقام ببعض الحيل التي تعتمد على الجهاز. لقد كان أسرع بكثير لدرجة أنه سرعان ما تجاوز مبيعات كونتكست ام بي ايه.[25]
- كانت أنظمة حماية نسخ الأقراص، والمستخدمة بشكل شائع في ذلك الوقت، تعمل عن طريق قراءة أنماط البيانات غير القياسية على القرص المرن للتحقق من الأصالة. كان من المستحيل اكتشاف هذه الأنماط باستخدام استدعاء دوس أو البيوس القياسي، لذلك كان الوصول المباشر إلى أجهزة تحكم الأقراص ضروريًا لعمل الحماية.
- صُممت بعض البرامج لتشغيلها فقط على حاسوب آي بي إم الشخصي حقيقي، وفُحص وجود البيوس حقيقي من آي بي إم.[26]

## الجيل الاول من أجهزة الحاسوب المتوافقة مع أجهزة آي بي إم من قبل منافسيها

### المتوافق تشغيليًا
أول شيء يجب التفكير فيه للحصول على جهاز حاسوب متوافق مع آي بي إم هو "مدى توافقه؟"

ـــ بايت، سبتمبر 1983
في مايو 1983، حددت شركة فيوتشر كمبيوتنك أربعة مستويات من التوافق:
- متوافق تشغيليًا. يمكن تشغيل "برامج حاسوب آي بي إم الأكثر مبيعًا"، واستخدام لوحات توسيع حاسوب آي بي إم، وقراءة وكتابة أقراص حاسوب آي بي إم. يحتوي على "ميزات تكميلية" مثل قابلية النقل أو السعر المنخفض الذي يميز الحاسوب عن حاسوب آي بي إم، والذي يُباع في نفس المتجر. الأمثلة: (الأفضل) كولومبيا لمنتجات البيانات، كومباك؛ (أفضل) كورونا؛ (جيد) ايجل.
- متوافق وظيفيًا. يشغل نسخته الخاصة من برامج حاسوب آي بي إم الشهيرة. لا يمكن استخدام لوحات توسيع حاسوب آي بي إم ولكن يمكن قراءة وكتابة أقراص حاسوب آي بي إم. لا يمكن أن يصبح متوافقًا تشغيليًا. مثال: تي اي الاحترافي.
- متوافق مع البيانات. قد لا يشغل أفضل برامج حاسوب آي بي إم. يمكن قراءة و/أو كتابة أقراص حاسوب آي بي إم. يمكن أن يصبح متوافقًا وظيفيًا. الأمثلة: ان سي آر ديسشن مات، اوليفيتي ام 20، وانج بي سي وزينث زد-100.

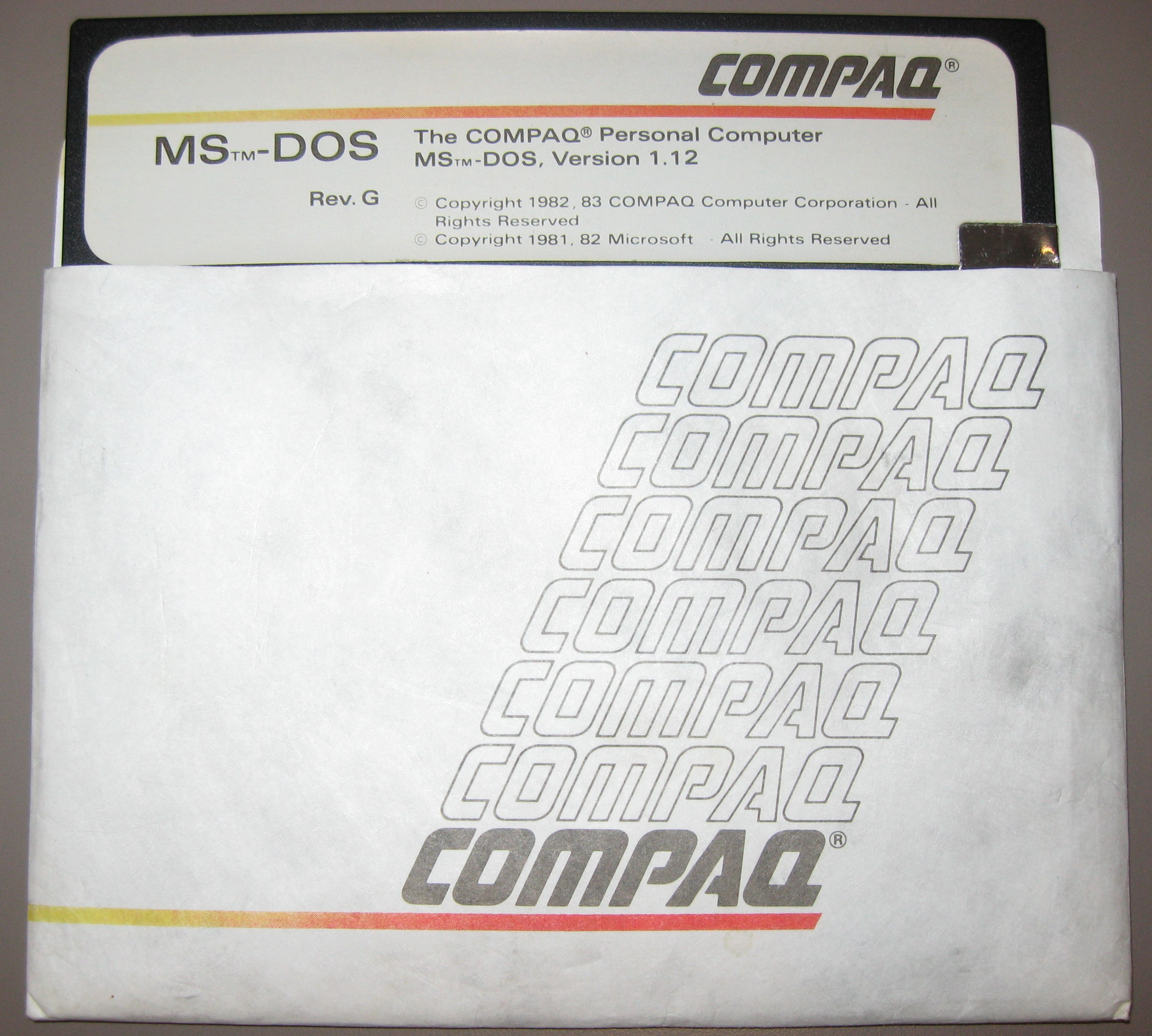
إم إس-دوس الإصدار 1.12 لأجهزة الحاسوب الشخصية كومباك.

- إم إس-دوس الإصدار 1.12 لأجهزة الحاسوب الشخصية كومباك.غير متوافق. لا يمكن قراءة أقراص حاسوب آي بي إم. يمكن أن يصبح متوافقًا مع البيانات. الأمثلة: فيكتور 9000، جريد كومباس، دي اي سي رينبو 100 والتوس 586.

أثناء التطوير، اكتشف مهندسو كومباك أن برنامج محاكاة طيران من مايكروسوفت لن يعمل بسبب ما وصفه بروس آرتويك من شركة ساب لوجيك بأنه "خطأ في إحدى شرائح إنتل"، مما أجبرهم على جعل حاسوبهم الجديد متوافقًا مع حاسوب آي بي إم الشخصي. في البداية، لم تقدم سوى عدد قليل من المستنسخات الأخرى، باستثناء كومباك، توافقًا كاملاً حقًا. اشترى جيري بورنيل حاسوب آي بي إم الشخصي في منتصف عام 1983، "بكل ما فيه من لوحة مفاتيح سيئة"، لأنه كان يملك "أربعة أقدام مكعبة من البرامج غير المقيمة، والتي لا يعمل الكثير منها على أي شيء سوى حاسوب آي بي إم الشخصي. على الرغم من أن العديد من الحواسيب تزعم أنها متوافقة بنسبة 100٪ مع حاسوب آي بي إم الشخصي، إلا أنني لم أتلق أي منها بعد ... للأسف، لا يعمل الكثير من الأشياء مع إيجل، زد-100، كومبيوپرو، أو أي شيء آخر لدينا هنا ". وذكر كتيب مبيعات شركة كولومبيا داتا بروداكتس في نوفمبر 1983 أنه خلال الاختبارات التي أجريت على الحواسيب التي اُشتريت من المتاجر في أكتوبر 1983، كانت منتجاتها ومنتجات كومباك متوافقة مع جميع برامج حاسوب آي بي إم الشخصي التي اُختبرت، بينما كانت منتجات كورونا وإيجل أقل توافقًا. أفادت جامعة كولومبيا في يناير 1984 أن بروتوكول كيرميت [الإنجليزية] يعمل بدون تعديل على استنساخات كومباك وكولومبيا داتا بروداكتس، ولكن ليس على تلك الخاصة بشركتي إيجل أو سيكوا. كما تتطلب أجهزة الكمبيوتر الأخرى التي تعمل بنظام إم إس-دوس أيضًا تعليمات برمجية مخصصة.
بحلول ديسمبر 1983، أعلنت شركة فيوتشر للحوسبة أن شركات مثل كومباك وكولومبيا داتا بروداكتس وكورونا التي أكدت على توافق حاسوب آي بي إم الشخصي كانت ناجحة، في حين أن الحواسيب غير المتوافقة قد أضرت إلى سمعة شركات أخرى مثل تي اي ودي اي سي على الرغم من التكنولوجيا المتفوقة. في اجتماع في سان فرانسيسكو، حذرت 200 من الحضور، من العديد من شركات الحاسوب الأمريكية والأجنبية وكذلك شركة آي بي إم نفسها، بقولها "قفز على عربة التوافق مع حاسوب آي بي إم الشخصي - بسرعة وبأكبر قدر ممكن من التوافق". قالت شركة فيوتشر للحوسبة في فبراير 1984 أن بعض الحواسيب كانت "متوافقة مع البيان الصحفي"، مبالغة في توافقها الفعلي مع حاسوب آي بي إم الشخصي. كانت العديد من الشركات تتحفظ على اختبار مدى توافق منتجاتها مع حاسوب آي بي إم الشخصي. عندما طلبت مجلة بي سي عينات من مصنعي الحاسوب الذين زعموا إنتاج أجهزة متوافقة لمراجعة في أبريل 1984، رفض 14 من أصل 31. حددت شركة كورونا داتا سيستمز أن "أنظمتنا تشغل جميع البرامج التي تتوافق مع معايير برمجة حاسوب آي بي إم الشخصي. وهذا ما تفعله البرامج الأكثر شيوعًا." عندما طلب صحفي من بايت اختبار برنامج بيتش تكست في معرض كومديكس الربيعي لعام 1983، "تردد ممثلو كورونا قليلاً ، لكنهم قادوني أخيرًا ... إلى الزاوية حيث لا يراه أحد في حالة فشله". وذكرت المجلة أن "ترددهم كان غير ضروري. لقد عمل القرص بدون مشكلة". كانت شركة زينث داتا سيستمز أكثر جرأة، حيث تفاخر بأن جهاز زد-150 الخاص بها يدير جميع التطبيقات التي أحضرها الناس للاختبار في معرض ويست كوست للحاسبات لعام 1984.
ذكرت مجلة كريتيف للحوسبة في عام 1985: "نعيد التأكيد على نصيحتنا المعتادة بشأن الحاسبات المتوافقة مع حاسوب آي بي إم الشخصي: جرب الباقة التي تريد استخدامها قبل شراء الحاسوب." قامت الشركات بتعديل أنظمة التشغيل الحيوية البيوس الخاصة بحاسباتها للعمل مع تطبيقات غير متوافقة اُكتشفت حديثًا، وقام المراجعون والمستخدمون بتطوير اختبارات إجهاد لقياس التوافق; بحلول عام 1984 أصبحت القدرة على تشغيل برنامج لوتس1-2-3 وبرنامج محاكاة طيران معيارًا، حيث صُممت الحاسبات المتوافقة خصيصًا لتشغيلهما.
اعتقدت شركة آي بي إم أن بعض الشركات مثل ايجل وكورونا وهاندويل تنتهك حقوق الملكية الخاصة بها، وبعد نجاح قضية آبل ضد شركة فرانكلين. في إجبار صانعي النسخ على التوقف عن استخدام البيوس. ومع ذلك، فقد أتى نظام بيوس فونيكس في عام 1984، بالإضافة إلى منتجات مماثلة مثل بيوس آيه ام أي، بالحل لمصنعي الحاسوب لبناء نسخ متطابقة بنسبة 100٪ تقريبًا بشكل قانوني دون الحاجة إلى إعادة هندسة البيوس الخاص بحاسوب آي بي إم بأنفسهم. أدرج رسم بياني في مجلة انفوورد في سبتمبر 1985 سبعة أجهزة متوافقة مع ذاكرة وصول عشوائي (RAM) بسعة 256 كيلوبايت ومحركي أقراص وشاشات أحادية اللون مقابل سعر يتراوح بين 1495 و 2320 دولارًا أمريكيًا، بينما كان سعر حاسوب آي بي إم الشخصي المكافئ 2820 دولارًا أمريكيًا. إن جهاز (Leading Edge Model D) منخفض التكلفة متوافق حتى مع برنامج التشخيص الخاص بشركة آي بي إم، على عكس جهاز كومباك المحمول. بحلول عام 1986، ذكرت مجلة كمبيوت! أن "النسخ موثوقة بشكل عام ومتوافقة بنسبة 99٪ تقريبًا"، ولم يشر استطلاع أجرته المجلة في عام 1987 حول صناعة النسخ إلى توافق البرامج، حيث جاء فيه أن "مصطلح (PC) أصبح الآن يرمز إلى حاسوب قادر على تشغيل البرامج التي يديرها إم إس-دوس".

## التراجع التدريجي لشركة آي بي ام
يعتبر السبب الرئيسي وراء عدم كون معيار آي بي ام مصدر قلق هو أنه يمكن أن يساعد على ازدهار المنافسة. ستصبح شركة آي بي ام قريباً أسيرة لمعاييرها بقدر ما يعتبر منافسوها كذلك. بمجرد شراء عدد كافٍ من أجهزة حاسوب آي بي ام، لا تستطيع الشركة إجراء تغييرات مفاجئة في تصميمها الأساسي؛ فما قد يكون مفيدًا للتخلص من المنافسين سيؤدي إلى خسارة المزيد من العملاء.

— مجلة إيكونوميست، نوفمبر 1983

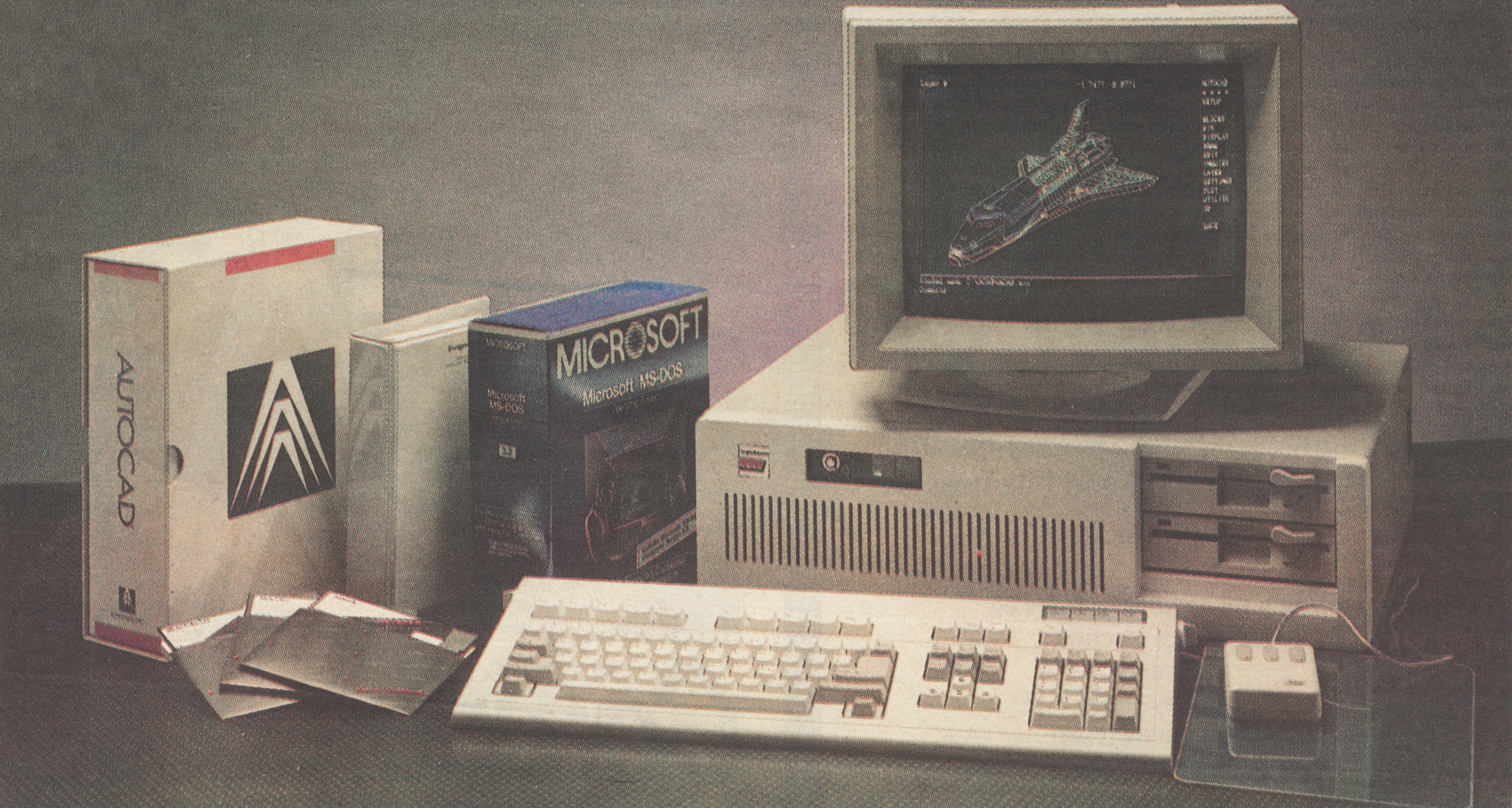
حاسوب باور باك 286، وهو حاسوب متوافق مع حاسوب آي بي إم الشخصي يعمل على برنامج اوتوكاد تحت نظام التشغيل إم إس-دوس.

في فبراير 1984، كتبت مجلة بايت أن "تأثير آي بي ام المتنامي في مجتمع أجهزة الحاسوب يخنق الابتكار لأن العديد من الشركات الأخرى تحاكي شركة آي بي ام العملاقة"، لكن مجلة إيكونوميست ذكرت في نوفمبر 1983، "السبب الرئيسي وراء عدم كون معيار آي بي ام مصدر قلق هو أنه يمكن أن يساعد المنافسة على الازدهار".
بحلول عام 1983، استحوذت شركة آي بي إم على حوالي 25% من مبيعات الحاسبات الشخصية التي تتراوح أسعارها بين 1000 دولار و10000 دولار، وكانت الحاسبات المتوافقة جزئيًا مع معايير حاسوب آي بي إم تشكل نسبة 25% أخرى. ومع نمو السوق والمنافسة، تراجع نفوذ شركة آي بي إم. في نوفمبر 1985، أفادت مجلة بي سي بأنه "بعد أن خلقت شركة آي بي إم سوق الحاسبات الشخصية، فإن السوق لا يحتاج بالضرورة إلى آي بي إم للأجهزة. قد تعتمد على شركة آي بي إم في وضع المعايير وتطوير أجهزة ذات أداء أعلى، ولكن من الأفضل أن تلتزم شركة آي بي إم بالمعايير الحالية حتى لا تضر المستخدمين". في يناير 1987، كتب بروس وبستر في مجلة بايت عن شائعات بأن شركة آي بي إم ستقدم حاسبات شخصية خاصة بنظام تشغيل خاص: "من يهتم؟ إذا فعلت شركة آي بي إم ذلك، فمن المرجح أن تعزل نفسها عن أكبر سوق، حيث لا يمكنها حقًا المنافسة بعد الآن على أي حال ". وتوقعت المجلة أنه في عام 1987 "سيكتمل السوق انتقاله من معيار آي بي ام إلى معيار ناقل التوسيع انتل/إم إس-دوس/ ... الناس ليسوا قلقين بشأن توافق آي بي ام بقدر اهتمامهم بتوافق لوتس1-2-3". بحلول عام 1992، ذكرت مجلة ماكورد أنه بسبب الأجهزة المستنسخة، "فقدت شركة آي بي إم السيطرة على سوقها الخاصة وأصبحت لاعباً صغيراً بتقنيتها الخاصة".
تنبأت مجلة الإيكونوميست في عام 1983 بأن "شركة آي بي ام ستصبح قريباً أسيرة معاييرها الخاصة بها مثلما يقع منافسوها في الأسر"، وذلك لأن "بمجرد شراء عدد كافٍ من أجهزة حاسوب آي بي ام، لا يمكن للشركة إجراء تغييرات مفاجئة في تصميمها الأساسي؛ فما قد يكون مفيدًا للتخلص من المنافسين سيؤدي إلى خسارة عدد أكبر من العملاء". بعد أن أعلنت شركة آي بي ام عن خط إنتاج بي اس/2 [الإنجليزية] الموجه لنظام التشغيل أو إس/2 في أوائل عام 1987، ارتفعت مبيعات أجهزة الحاسوب المتوافقة مع نظام التشغيل دوس الموجودة، وذلك جزئيًا لأن نظام التشغيل الخاص لم يكن متوفرًا. في عام 1988، قدرت مجموعة جارتنر أن الجمهور اشترى 1.5 جهاز مقلد لكل حاسوب آي بي إم الشخصي. بحلول عام 1989، أصبحت شركة كومباك مؤثرة للغاية لدرجة أن مسؤولي الصناعة تحدثوا عن "أجهزة متوافقة مع كومباك"، حيث صرح المراقبون بأن العملاء يرون الشركة على قدم المساواة مع شركة آي بي ام أو حتى أفضل منها.
بعد عام 1987، سيطرت أجهزة الحاسوب المتوافقة مع معيار حاسوب آي بي إم الشخصي على أسواق الحاسوب التجارية لكل من المنازل والشركات، مع استخدام أنظمة تشغيل بديلة بارزة أخرى في أسواق محددة، مثل حاسبات ماكنتوش التي تقدمها شركة آبل. والتي كانت تستخدم في الغالب للنشر المكتبي في ذلك الوقت، وحاسوب كومودور 64 القديم ذو الثمانية بتات والذي كان يباع آنذاك بـ 150 دولارًا ليصبح الحاسوب الأكثر مبيعًا في العالم، وسلسلة كومودور أميجا ذات 32 بت المستخدمة في إنتاج التلفزيون والفيديو، وأتاري إس تي ذات 32 بت التي تستخدمها صناعة الموسيقى. ومع ذلك، فقد فقدت شركة آي بي إم نفسها الدور الرئيسي في سوق أجهزة الحاسوب المتوافقة مع معيار حاسوب آي بي إم الشخصي بحلول عام 1990. وهناك بعض الأحداث التي يعتبر البعض أنها مهمة عند النظر إلى الوراء:
- صممت شركة آي بي إم الحاسوب بهندسة مفتوحة تسمح لصانعي النسخ باستخدام مكونات غير مسجلة ملكية ومتاحة بشكل حر.[48]
- أضافت مايكروسوفت بندا في عقدها مع آي بي إم يسمح ببيع نظام تشغيل الحاسوب (PC DOS) لشركات تصنيع حاسبات أخرى. قام منافسو آي بي إم هؤلاء برخصته، باسم إم إس-دوس، من أجل توفير توافق مع حاسوب آي بي إم بتكلفة أقل.[49]
- طرح حاسوب كولومبيا داتا بروداكتس (MPC 1600) عام 1982، وهو أول حاسوب متوافق 100% مع حاسوب آي بي إم الشخصي.
- طرح حاسوب كومباك المحمول عام 1983، والذي يوفر قابلية للنقل لم تكن متوفرة من شركة آي بي إم في ذلك الوقت.
- قامت وحدة أعمال مستقلة (IBU) داخل آي بي إم بتطوير حاسوب آي بي إم الشخصي و اكس تي. لم تشارك وحدات أعمال مستقلة في نفقات البحث والتطوير الخاصة بالشركة. بعد أن أصبحت وحدة أعمال مستقلة قسم أنظمة الدخول، فقدت هذه الميزة، مما أدى إلى انخفاض كبير في الهوامش.[50]
- بحلول عام 1986، أصبح بالإمكان الحصول على أجهزة حاسوب متوافقة مع حاسوب آي بي إم الشخصي اكس تي بأقل من 1000 دولار أمريكي، بما في ذلك العروض المبكرة من شركة ديل، مما أدى إلى تقليل الطلب على طرازات آي بي إم. كان من الممكن شراء اثنين من هذه الأنظمة "العامة" بأقل من تكلفة جهاز حاسوب واحد بعلامة آي بي إم-ايه تي، وقد فعلت العديد من الشركات ذلك بالفعل.[51]
- بدمج المزيد من الأطراف الخارجية في حاسوب نفسه، أصبح لدى المتوافقات مثل موديل D عدد أكبر من فتحات (ISA) الحرة مقارنة بحاسوب آي بي إم الشخصي.
- كانت شركة كومباك أول من أصدر حاسوبًا يعتمد على معالج إنتل 80386، وذلك قبل عام تقريبًا من شركة آي بي إم، وذلك من خلال جهاز كومباك ديسكبرو 386. صرح بيل غيتس لاحقًا بأن هذا كان "أول مرة يبدأ فيها الناس بالشعور بأن شركة آي بي إم ليست الوحيدة التي تضع المعايير".[52]
- إدخال شركة آي بي إم في عام 1987 لنظام نقل البيانات غير المتوافق والمملوك لها ناقل القناة الدقيقة [الإنجليزية](MCA) لخط انتاج حاسوب بي اس/2 الخاص بها.
- انقسام شراكة آي بي إم ومايكروسوفت في تطوير نظام التشغيل أو إس/2. أدى التوتر الناجم عن النجاح التجاري لنظام التشغيل ويندوز 3.0 إلى إجهاض الجهد المشترك لأن شركة آي بي إم كانت ملتزمة بالوضع المحمي لمعالج 286، مما عرقل الإمكانات التقنية لنظام التشغيل أو إس/2. استطاع نظام التشغيل ويندوز الاستفادة الكاملة من بنية معالجات 386 / 386SX الحديثة والمتوفرة بشكل متزايد. بالإضافة إلى ذلك، كانت هناك اختلافات ثقافية بين الشريكين، وغالبًا ما كان يُجمع نظام التشغيل ويندوز مع حاسوبات جديدة بينما لم يكن نظام التشغيل أو إس/2 متاحًا إلا بتكلفة إضافية. أدى الانقسام إلى ترك شركة آي بي إم الوصية الوحيدة على نظام التشغيل أو إس/2 والذي فشل في مواكبة نظام التشغيل ويندوز.
- طرح شركات "مجموعة التسعة" في عام 1988 لنظام نقل بيانات منافس، وهو (EISA)، بهدف منافسة نظام نقل البيانات MCA بدلاً من نسخه.
- معايير الذاكرة الموسعة (EMS) والذاكرة الممتدة (XMS) المتنافسة في أواخر الثمانينيات، والتي طُورت على حد سواء دون مساهمة من شركة آي بي إم.

على الرغم من شعبية مجموعة حاسبات ثينك باد الخاصة بها، تنازلت شركة آي بي إم أخيرًا عن دورها كشركة مصنعة لأجهزة الحاسوب الشخصية للمستهلكين خلال شهر أبريل 2005، عندما باعت أقسام أجهزة الحاسوب المحمولة والمكتبية (ثينك باد/ثينك سينتر [الإنجليزية]) إلى لينوفو مقابل 1.75 مليار دولار أمريكي.
حتى أكتوبر 2007، كانت لشركتي هيوليت-باكارد وديل أكبر حصص في سوق أجهزة الحاسوب في أمريكا الشمالية. كما حققوا نجاحًا كبيرًا في الخارج، مع شهرة آيسر ولينوفو وتوشيبا أيضًا. على مستوى العالم، هناك عدد كبير من أجهزة الحاسوب التي هي عبارة عن أنظمة "صندوق أبيض"(الجهاز لا يمتلك قطع لماركة اصلية) تُجمع من قبل عدد لا يحصى من مصنعي الأنظمة المحليين. على الرغم من التطورات في تكنولوجيا الحاسوب، ظلت أجهزة الحاسوب المتوافقة مع حاسوب آي بي إم الشخصي متوافقة إلى حد كبير مع أجهزة الحاسوب الأصلية من حاسوب آي بي إم الشخصي، على الرغم من أن معظم المكونات تنفذ التوافقية في أوضاع خاصة للتوافقية العكسية تُستخدم فقط أثناء تشغيل النظام. كان من الأجدى تشغيل البرامج القديمة على نظام حديث باستخدام محاكي بدلاً من الاعتماد على هذه الميزات.
في عام 2014، استحوذت لينوفو على أعمال خوادم آي بي إم القائمة على x86 (نظام اكس) مقابل 2.1 مليار دولار أمريكي.

## قابلية التوسعة
تُعد قابلية التوسعة المعيارية للأجهزة واحدة من نقاط قوة تصميم الحاسوب المتوافق مع معايير آي بي إم. حيث يُمكن للمستخدمين النهائيين ترقية الأجهزة الطرفية وحتى المعالج والذاكرة إلى حد ما بكل سهولة دون الحاجة إلى تعديل اللوحة الأم أو استبدال الحاسوب بالكامل، كما كانت الحال مع العديد من الحواسيب الصغيرة في ذلك الوقت. إلا أنه مع زيادة سرعة المعالج وعرض الذاكرة، سرعان ما وصل تصميم ناقل اكس تي/ايه تي الأصلي إلى حدوده، خاصةً عند تشغيل بطاقات عرض الرسوميات.
قامت شركة آي بي إم فعليًا بتقديم ناقل مُحدّث في حاسوب آي بي إم بي اس/2 والذي تغلب على العديد من القيود التقنية لناقل اكس تي/ايه تي، ولكن نادرًا ما اُستخدم هذا الناقل كأساس للحواسيب المتوافقة مع معايير آي بي إم لأنه يتطلب دفع رسوم ترخيص إلى آي بي إم لكل من ناقل بي اس/2 وأي تصميمات سابقة لناقل ايه تي أنتجتها الشركة التي تسعى للحصول على ترخيص. لم يلق هذا الأمر قبولًا من مصنعي الأجهزة وطُورت العديد من معايير النواقل المتنافسة من قبل تحالفات، بشروط ترخيص أكثر قبولًا. اُجريت محاولات عديدة لتوحيد الواجهات، ولكن من الناحية العملية، اُهملت العديد من هذه المحاولات أو ثبت وجود عيوب فيها. ومع ذلك، كانت هناك العديد من خيارات التوسعة، وعلى الرغم من الارتباك الذي أصاب المستخدمين، فقد تقدم تصميم الحاسوب المتوافق مع معايير آي بي إم بشكل أسرع بكثير من التصميمات المنافسة الأخرى في ذلك الوقت، حتى لو كان ذلك فقط بسبب هيمنته على السوق.

## "حاسوب آي بي إم الشخصي المتوافق" اصبح "وينتل"
خلال التسعينيات، بدأ نفوذ شركة آي بي إم على بنية الحاسوب بالانحسار. وتحول مصطلح "متوافق مع حاسوب آي بي إم" إلى "حاسوب قياسي" في التسعينيات، ثم إلى "حاسوب واجهة الطاقة والتكوين المتقدم (ACPI)" في الألفينيات. وأصبحت أجهزة الحاسوب التي تحمل علامة آي بي إم الاستثناء وليس القاعدة. وبدلاً من التركيز على التوافق مع حاسوب آي بي إم، بدأ البائعون يشددون على التوافق مع نظام تشغيل ويندوز. في عام 1993، اُصدرت نسخة من نظام التشغيل ويندوز إن تي يمكنه العمل على معالجات أخرى غير مجموعة اكس86. وفي حين أنه تطلب إعادة تجميع التطبيقات، وهو ما لم يفعله معظم المطورين، فقد اُستخدمت استقلاليته عن الأجهزة لمحطات عمل سيليكون غرافيكس (SGI) اكس86 - بفضل طبقة تجريد الأجهزة (HAL) الخاصة بنظام التشغيل إن تي، حيث يمكنهم تشغيل نظام التشغيل إن تي (ومكتبة التطبيقات الضخمة الخاصة به).
لم يجرؤ أي بائع لأجهزة الحاسوب الشخصية في السوق العامة على أن يكون غير متوافق مع أحدث إصدار لنظام التشغيل ويندوز، وكانت مؤتمرات WinHEC السنوية التي تقيمها مايكروسوفت توفر بيئة تمكنت من خلالها الشركة من الضغط من أجل - وفي بعض الحالات فرض - وتيرة وتوجيه تطوير أجهزة الحاسوب في قطاع صناعة الحاسبات الشخصية. أصبحت مايكروسوفت وإنتل مهمتين للغاية بالنسبة للمسار المستمر لتطوير أجهزة الحاسوب لدرجة أن كتاب الصناعة بدأوا باستخدام مصطلح "وينتل" للإشارة إلى نظام الأجهزة والبرامج مجتمعة.
هذا المصطلح نفسه أصبح غير دقيق، حيث فقدت شركة إنتل السيطرة المطلقة على توجيه تطوير أجهزة اكس86 مع ظهور معمارية إي إم دي64 من شركة إي إم دي. بالإضافة إلى ذلك، رسخت أنظمة تشغيل أخرى غير ويندوز مثل ماك او اس ولينكس وجودها على معمارية اكس86.

## قيود التصميم ومزيد من مشاكل التوافقية
على الرغم من تصميم حاسوب آي بي إم ليكون قابلا للتوسعة، لم يكن بإمكان المصممين توقع التطورات الهائلة في مجال الأجهزة خلال الثمانينات، ولا حجم الصناعة التي سيخلقونها. وللأسوأ، أدى اختيار آي بي إم لمعالج انتل 8088 إلى عدة قيود على تطوير البرامج لمنصة الحاسبات المتوافقة مع حاسوب آي بي إم الشخصي. على سبيل المثال، لم يكن لدى معالج 8088 سوى مساحة معالجة للذاكرة بحجم 20 بت. لتوسيع نطاق حاسبات آي بي إم لتتجاوز ميغابايت واحد، قامت كل من لوتس وانتل ومايكروسوفت بشكل مشترك بإنشاء ذاكرة موسعة (EMS)، وهي عبارة عن مخطط تبديل للمصارف يسمح باستيعاب المزيد من الذاكرة التي توفرها الأجهزة الإضافية، ويُصل إليها من خلال مجموعة من أربع " نوافذ " بحجم 16 كيلوبايت داخل مساحة المعالجة ذات 20 بت. في وقت لاحق، امتلكت معالجات إنتل مساحات معالجة أكبر ويمكنها معالجة 16 ميغابايت (80286) أو أكثر بشكل مباشر، مما أدى بشركة مايكروسوفت إلى تطوير ذاكرة ممتدة (XMS) والتي لا تتطلب أجهزة إضافية.
تتمتع الذاكرة "الموسعة" والذاكرة "الممتدة" بواجهة غير متوافقة، لذلك كان على أي شخص يكتب برنامجًا يستخدم أكثر من ميغابايت واحد أن يوفر كلا النظامين لأكبر قدر من التوافقية إلى أن بدأ نظام التشغيل إم إس-دوس يتضمن اي ام ام 386 [الإنجليزية]، الذي يحاكي الذاكرة الموسعة باستخدام ذاكرة ممتدة. يمكن أيضًا كتابة نظام تشغيل يعمل في الوضع المحمي [الإنجليزية] لمعالج 80286، ولكن توافقية تطبيقات دوس كانت أكثر صعوبة مما كان متوقعًا، ليس فقط لأن معظم تطبيقات دوس كانت تصل إلى الأجهزة بشكل مباشر، متجاوزةً إجراءات البيوس المخصصة لضمان التوافقية، ولكن أيضًا لأن معظم طلبات البيوس كانت تعمل بواسطة ناقلات المقاطعة الأولى الـ 32، والتي وضعت علامة عليها على أنها "محجوزة" لاستثناءات المعالج في الوضع المحمي من قبل إنتل.
بطاقات الفيديو عانت من عدم توافقها الخاص. لم يكن هناك واجهة قياسية لاستخدام أوضاع رسومات منظومة العرض المرئي الفائق (SVGA) عالية الدقة التي تدعمها بطاقات الفيديو اللاحقة. قام كل مصنع بتطوير أساليبه الخاصة للوصول إلى ذاكرة الشاشة، بما في ذلك ترقيم أوضاع مختلفة وترتيبات تبديل بنوك مختلفة. وقد استُخدمت الأخيرة لمخاطبة الصور الكبيرة داخل شريحة ذاكرة واحدة بحجم 64 كيلوبايت. في السابق، استخدم معيار منظومة عرض مرئي لترتيبات ذاكرة الفيديو المستوية لنفس الغرض، ولكن هذا لم يمتد بسهولة إلى أعماق الألوان العالية والتحسينات العالية التي توفرها محولات العرض المرئي الفائق. اُجريت محاولة لإنشاء معيار باسم امتدادات بیوس فيسا (VBE)، لكن لم تستخدمه جميع الشركات المصنعة.
عندما قُدم معالج 386، مرة أخرى يمكن كتابة نظام تشغيل يعمل بالوضع المحمي له. هذه المرة، كان توافق دوس أسهل بكثير بسبب وضع 8086 الافتراضي. لسوء الحظ لم تتمكن البرامج من التبديل مباشرة بينهما، لذلك في النهاية، طُورت بعض واجهات برمجة تطبيقات نموذج الذاكرة الجديدة، واجهة برنامج التحكم الافتراضي [الإنجليزية] (VCPI) وواجهة وضع حماية دوس [الإنجليزية] (DPMI)، وأصبح الأخير هو الأكثر شيوعًا.
بسبب العدد الكبير من محولات الطرف الثالث وغياب معيار موحد لها، يمكن أن تكون برمجة الحاسوب أمرا صعبا. كان المطورون المحترفون يديرون مجموعة اختبارات كبيرة لمختلف تركيبات الأجهزة المعروفة بشعبيتها.
في هذه الأثناء، كان المستهلكون غارقين في المعايير المتنافسة وغير المتوافقة والعديد من تركيبات الأجهزة المختلفة المعروضة. لإعطائهم فكرة عن نوع الحاسوب الذي سيحتاجونه لتشغيل برامجهم، وُضع معيار حاسوب الوسائط المتعددة (MPC) خلال عام 1990. يمكن تسويق الحاسوب الذي يلبي الحد الأدنى من معايير حاسوب الوسائط المتعددة بشعار MPC، مما يمنح المستهلكين مواصفات سهلة الفهم للبحث عنها. البرامج التي يمكن تشغيلها على أقل حاسوب متوافق معها بأدنى حد ستكون مضمونة التشغيل على أي حاسوب الوسائط المتعددة. حُددت معاييره للمستوى 2 والمستوى 3 لاحقًا، لكن مصطلح "متوافق مع حاسوب الوسائط المتعددة" لم يلقى رواجًا كبيرًا. بعد مستوى حاسوب الوسائط المتعددة المستوى 3 خلال عام 1996، لم يُحدد أي معايير أخرى له.

## تحديات هيمنة وينتل
في أواخر التسعينيات، أدى نجاح نظام التشغيل مايكروسوفت ويندوز إلى اندثار أنظمة التشغيل التجارية المنافسة تقريبًا، وأكد على أن الحاسوب المتوافق مع "حاسوب آي بي إم الشخصي" هو منصة الحوسبة السائدة. وهذا يعني أنه إذا قام مطور بإنشاء برنامجه فقط لمنصة ويندوز وإنتل، فسيظل قادرًا على الوصول إلى الغالبية العظمى من مستخدمي الحاسوب. المنافس الرئيسي الوحيد لنظام التشغيل ويندوز الذي يملك حصة سوق بأكثر من بضع نقاط مئوية هو نظام ماكنتوش لشركة آبل. سُوق حاسوب ماكنتوش في البداية على أنه "الحاسوب لبقية الناس"، لكن الأسعار المرتفعة والهيكل المغلق دفعته إلى مكانة محددة في التعليم والنشر المكتبي، والتي لم يخرج منها إلا في منتصف العقد الأول من القرن الحادي والعشرين. بحلول منتصف التسعينيات، تقلصت حصة سوق ماكنتوش إلى حوالي 5٪ وأصبح تقديم نظام تشغيل منافس جديد مشروعًا تجاريًا محفوفًا بالمخاطر. أظهرت التجربة أنه حتى لو كان نظام التشغيل متفوقًا تقنيًا على نظام التشغيل ويندوز، فإنه سيشهد فشلًا في السوق (على سبيل المثال بي أو إس واو اس/2). في عام 1989، قال ستيف جوبز عن نظام نكست الجديد الخاص به: "إما أنه سيكون آخر منصة أجهزة جديدة تنجح، أو أول من يفشل". بعد أربع سنوات في عام 1993، أعلنت نكست أنها ستوقف إنتاج نكست كيوب ونقل نيكست ستيب إلى معالجات إنتل.
في وقت مبكر جدًا من تاريخ الحاسوب الشخصي، أدخلت بعض الشركات شرائح التعريف متوافقة مع معيار اكس تي. على سبيل المثال، طرحت شركة شيب اند تكنولوجي وحدة تحكم اكس تي الخاصة بها (82C100) والتي قامت بدمج واستبدال ست من دوائر اكس تي الأصلية: وهي وحدة تحكم (DMA 8237)، ومؤقت المقاطعة 8253، ووحدة تحكم واجهة التوازي 8255، ووحدة تحكم المقاطعة 8259، ومولد الساعة 8284، ووحدة تحكم الناقل 8288. ظهرت شرائح تعريف غير تابعة لشركة انتل متوافقة مع معيار ايه تي، على سبيل المثال شرائح اوبتي 82C206 أو 82C495XLC والتي وجدت في العديد من أنظمة 486 وأنظمة بنتيوم المبكرة. على الرغم من ذلك، كانت سوق مجموعات شرائح اكس86 متقلبة للغاية. في عام 1993، أصبحت شركة في ال اس اي تكنولوجي الشركة المسيطرة في السوق فقط لتُقضى عليها عمليًا من قبل شركة انتل بعد عام واحد. ومنذ ذلك الحين، ظلت شركة انتل الشركة الرائدة بلا منازع. مع هيمنة منصة "وينتل"، تخلت شركة انتل تدريجيًا عن ممارسة ترخيص تقنياتها إلى صانعي مجموعات شرائح آخرين. في عام 2010، تورطت شركة انتل في دعوى قضائية تتعلق برفضها ترخيص ناقل المعالج والتقنيات ذات الصلة لشركات أخرى مثل إنفيديا.
شركات مثل ايه ام دي وسايركس [الإنجليزية] قامت بتطوير وحدات معالجة مركزية اكس 86 بديلة متوافقة وظيفيا مع معالجات شركة إنتل. مع نهاية التسعينيات، كانت ايه ام دي تستحوذ على حصة متزايدة من سوق وحدات المعالجة المركزية لأجهزة الكمبيوتر الشخصية. بل لعبت شركة ايه ام دي دورًا مهمًا في توجيه تطوير منصة اكس 86 عندما استمر خط معالجات اثلون [الإنجليزية]الخاص بها في تطوير بنية اكس 86 الكلاسيكية بينما انحرفت شركة إنتل مع بنية نيت بيرست الخاصة بمعالجات بنتيوم 4 وبنية اي ايه-64 الخاصة بمجموعة معالجات إيتانيوم للخوادم. قامت شركة ايه ام دي بتطوير ايه ام دي 64، وهو أول امتداد رئيسي لم يُنشئ بواسطة إنتل، والذي تبنته شركة إنتل لاحقًا باسم اكس 86-64. خلال عام 2006، بدأت شركة إنتل التخلي عن نيت بيرست مع إطلاق مجموعة معالجات "كور" الخاصة بها والتي تمثل تطويرًا لمعالج بنتيوم III الأقدم.
يعد صعود أنظمة التشغيل البديلة منذ أوائل عام 2000 من أهم البدائل لسيطرة نظام التشغيل ثنائي المنصة (ويندوز وإنتل)، والذي يعتبره البعض بداية حقبة ما بعد أجهزة الحاسوب الشخصية. يشمل هذا كلاً من النمو السريع للهواتف الذكية (باستخدام نظام التشغيل اندرويد أو آي أو إس) كبديل للحاسوب الشخصي، وكذلك الانتشار المتزايد لأنظمة التشغيل لينكس وأنظمة التشغيل الشبيهة بيونكس في مزارع الخوادم الخاصة بالمؤسسات الكبيرة مثل جوجل أو امازون.

## حاسوب آي بي إم المتوافق اليوم
لا يُستخدم مصطلح "متوافق مع حاسوب آي بي إم الشخصي" بشكل شائع في الوقت الحاضر لأن العديد من أجهزة الحاسوب المكتبية والمحمولة السائدة حاليًا تعتمد على بنية حاسوب آي بي إم، ولم تعد شركة آي بي إم تصنع أجهزة حاسوب شخصية. إما أنها توقفت عن استخدام الهياكل المعمارية للأجهزة المتنافسة أو خُصصت لأسواق محددة للمتحمسين، مثل حاسوب أميجا. في الماضي، كان الاستثناء الأكثر نجاحًا هو منصة ماكنتوش من شركة آبل، والتي كانت تستخدم معالجات غير تابعة لشركة إنتل منذ البداية. على الرغم من أن أجهزة ماكنتوش كانت تعتمد في البداية على سلسلة موتورولا 68000، ثم تحولت إلى بنية باور بي سي، إلا أن أجهزة حاسوب ماكنتوش تحولت إلى معالجات إنتل بدءًا من عام 2006. وحتى عام 2020، كانت أجهزة حاسوب ماكنتوش تشترك في نفس البنية النظامية مثل نظيراتها التي تعمل بنظام التشغيل ويندوز المبني على إنتل، ويمكنها تشغيل نظام التشغيل ويندوز بدون الحاجة إلى بطاقة توافق دوس. ومع ذلك، مع الإعلان عن معالج ام 1 المطور داخليًا والمبني على آرم، أصبحت أجهزة ماكنتوش مرة أخرى استثناءً لتوافق آي بي إم.
سرعة المعالج وسعة الذاكرة في الحاسبات الحديثة أكبر بكثير من تلك التي كانت عليها في حاسوب آي بي إم الشخصي الأصلي ومع ذلك حٌفظ على القيمة الأسية إلى حد كبير - حيث لا يزال بإمكان نظام التشغيل 32 بت الذي اُصدرت خلال عقد 2000 تشغيل العديد من البرامج البسيطة التي كتبت لنظام التشغيل في أوائل الثمانينيات دون الحاجة إلى مُحاكي، على الرغم من أن مُحاكيًا مثل دوس بوكس [الإنجليزية] أصبح الآن يوفر وظيفة قريبة من الأصلية بأقصى سرعة (وهو ضروري لألعاب معينة قد تعمل بسرعة كبيرة على المعالجات الحديثة). بالإضافة إلى ذلك، لا يزال بإمكان العديد من الحاسبات الحديثة تشغيل دوس مباشرة، على الرغم من أنه قد يلزم تحديد خيارات خاصة مثل وضع يو اس بي قديمة ومحاكاة ساتا إلى باتا في أداة إعداد البيوس. قد تحتاج الحاسبات التي تستخدم واجهة البرنامج الثابت الممتد (UEFI) إلى ضبط وضع البيوس القديم لتتمكن من تشغيل دوس. ومع ذلك، فإن خيارات البيوس/UEFI في معظم الحاسبات التجارية المنتجة بكميات كبيرة محدودة للغاية ولا يمكن تهيئتها للتعامل حقًا مع أنظمة تشغيل مثل الإصدارات الأصلية من دوس.
زاد انتشار معمارية اكس 86-64 من ابتعاد التشابه الداخلي للحاسبات الحديثة وأنظمة التشغيل مع حاسوب آي بي إم الشخصي الأصلي من خلال تقديم وضع معالج آخر مع مجموعة تعليمات معدلة للعنونة 64 بت، ولكن تحتفظ معالجات اكس 86-64 أيضًا بالتوافق القياسي مع اكس 86.